# Dorothy Lidstone
Dorothy Lidstone (2 de noviembre de 1938) es una deportista canadiense que compitió en tiro con arco, en la modalidad de arco recurvo. Ganó dos medallas en el Campeonato Mundial de Tiro con Arco al Aire Libre de 1969, oro en la prueba individual y plata por equipo.

## Palmarés internacional
| Campeonato Mundial al Aire Libre | Campeonato Mundial al Aire Libre | Campeonato Mundial al Aire Libre | Campeonato Mundial al Aire Libre |
| Año                              | Lugar                            | Medalla                          | Prueba                           |
| -------------------------------- | -------------------------------- | -------------------------------- | -------------------------------- |
| 1969                             | Valley Forge (Estados Unidos)    | Medalla de oro                   | Individual                       |
| 1969                             | Valley Forge (Estados Unidos)    | Medalla de plata                 | Equipo                           |